# Johann Evangelist Habert
Johann Evangelist (Johannes Evangelista) Habert, född 18 oktober 1833 i Oberplan, Böhmen, död 1 september 1896 i Gmunden, var en österrikisk kyrkomusiker och tonsättare.
Habert var från 1860 verksam som organist och kördirigent i Gmunden. Han komponerade bland annat mässor, offertorier och sånger (hans samlade tonverk utgavs av musikförlaget Breitkopf & Härtel i Leipzig) samt skrev orgelskolor, en kompositionslära (fyra band, utgiven 1899 och senare) samt en pianoskola, varjämte han 1868–83 utgav "Zeitschrift für katholische Kirchenmusik".